# 冨持神社
- 冨持神社
- 富持神社

冨持神社（ふじじんじゃ）は、京都府京丹後市大宮町上常吉入船山に所在する神社。富持神社とも記載され、読みも（とみもちじんじゃ）とも記載される。旧村社であり、上常吉地区東方部の氏神である。細川藤孝、常吉城主山城守が厚く守護した。

## 名称
古くは加茂大明神を祀り、「加茂神社」と称したが、明治14年11月29日に「冨持神社」（ふじじんじゃ）へ改称した記述が『中郡神社明細帳』にある。この際、境内社の「蛭子神社」を「加茂神社」と改称、「ふじ（木偏に元）岡神社」を「咋岡神社」（くいおかじんじゃ）とも改称した。

## 境内
1940年(昭和15年)に皇紀2600年を記念して本殿を新築、1951年（昭和26年）に本殿上屋と拝殿を新築した。2社の境内社、加茂神社と咋岡神社を、1940年（昭和15年）の本殿新築の際に移築し、本殿上屋の中に祀る。「富持神社」の額のかかる鳥居1基、灯籠3対、狛犬1対、「二十三夜」「山神」の石塔があり、いずれも明治時代に村民の寄進を受けて献立された。
社寺林にはシイの群落がある。
境外社に、鎮火を祈念し、火産霊命を祭神とする秋葉神社（上常吉小字大河内所在）がある。秋葉神社には、明治17年7月26日にもとは小字本地にあった稲荷神社を移転している。

### 境内社
- 加茂神社（かもじんじゃ）　
由緒不明である。もとは蛭子神社と称されたが、明治14年11月29日に加茂神社と改称した。祭神は別雷命。[3]
- 咋岡神社（くいおかじんじゃ）
由緒不明である。もとはフジ岡（木偏に元）神社と称されたが、明治14年11月29日に咋岡神社と改称した。祭神は大宜都姫命であるが、この神は豊受大神と同体とみられる。[3]

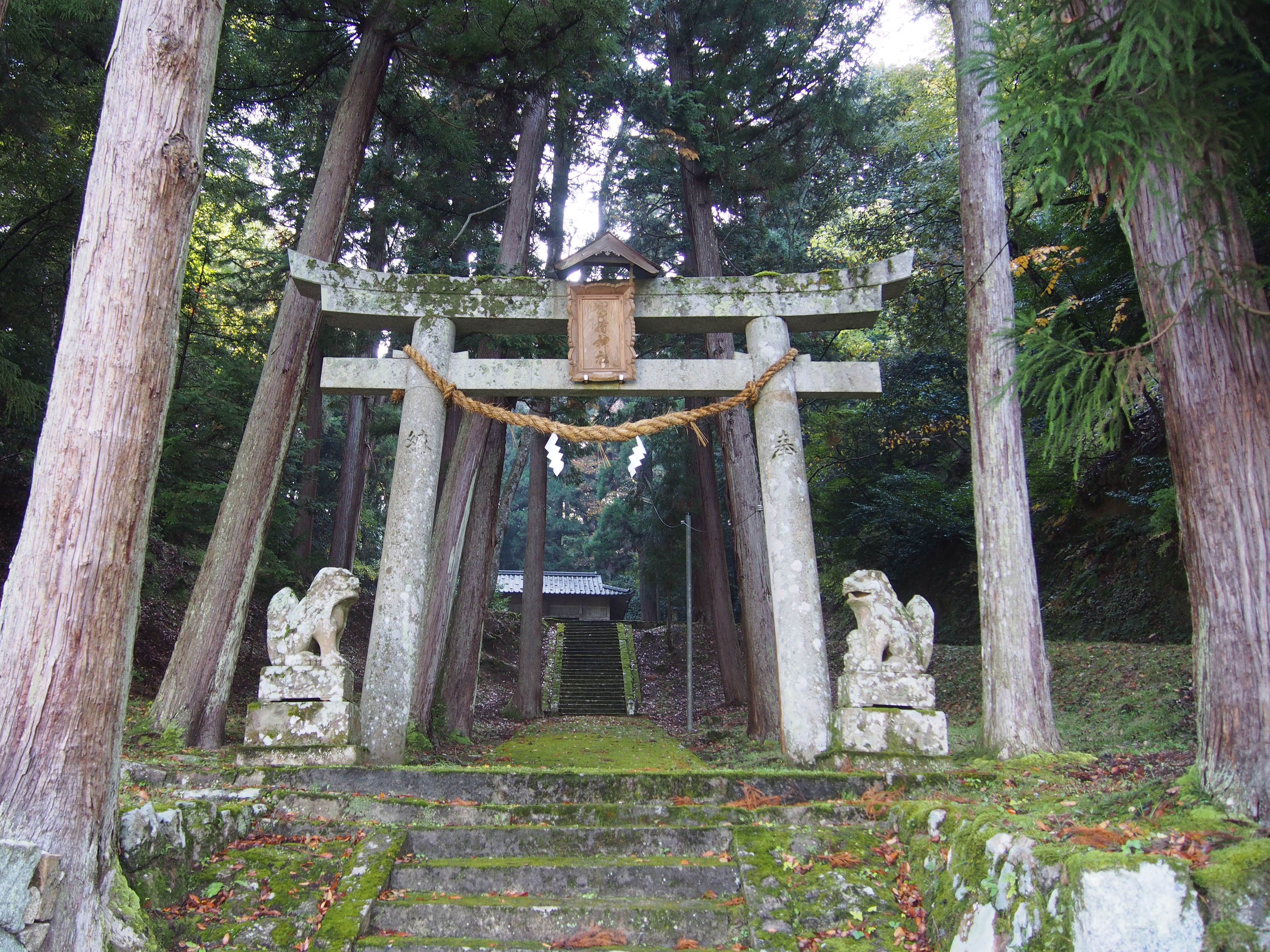
鳥居
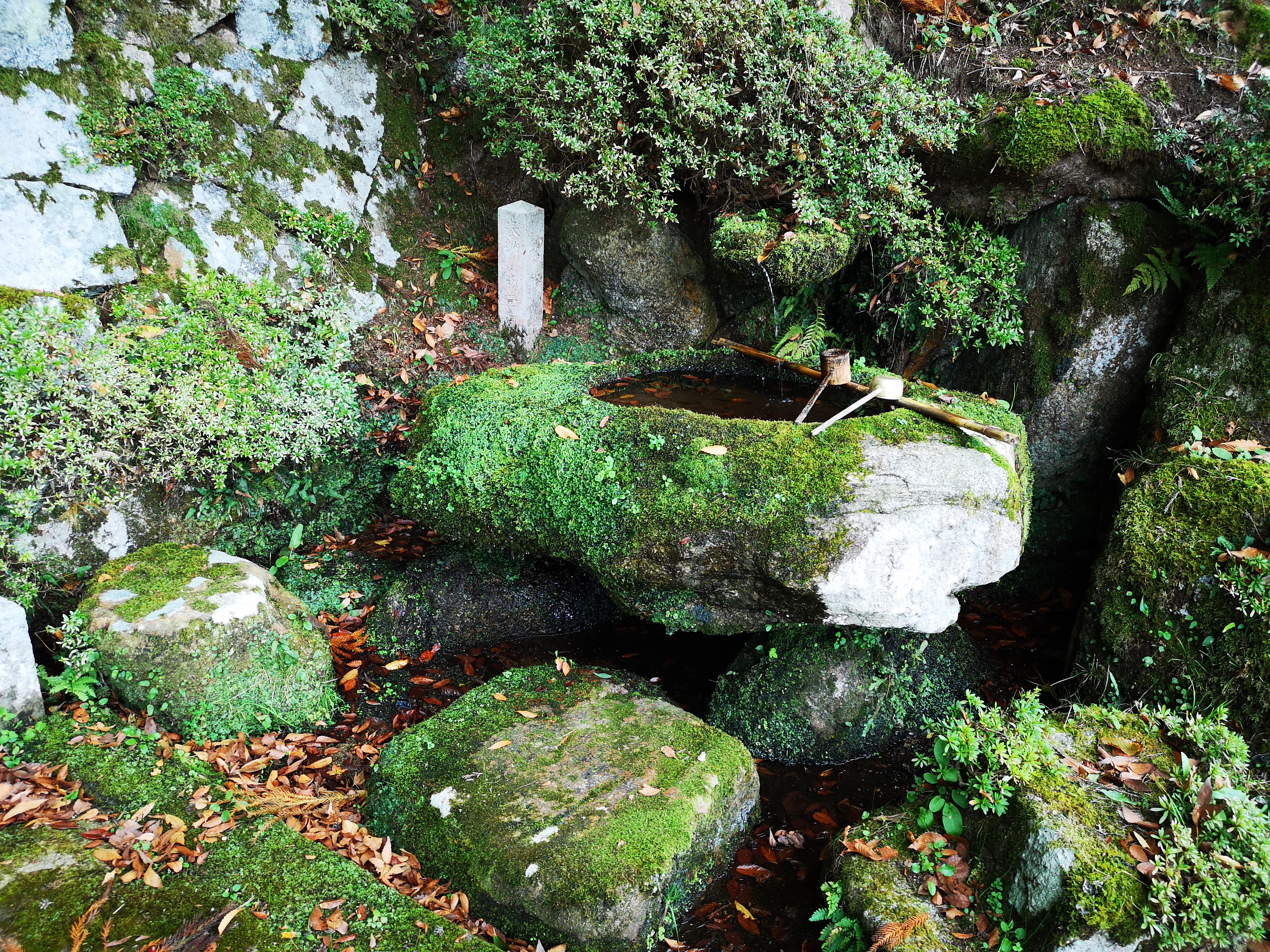
手水
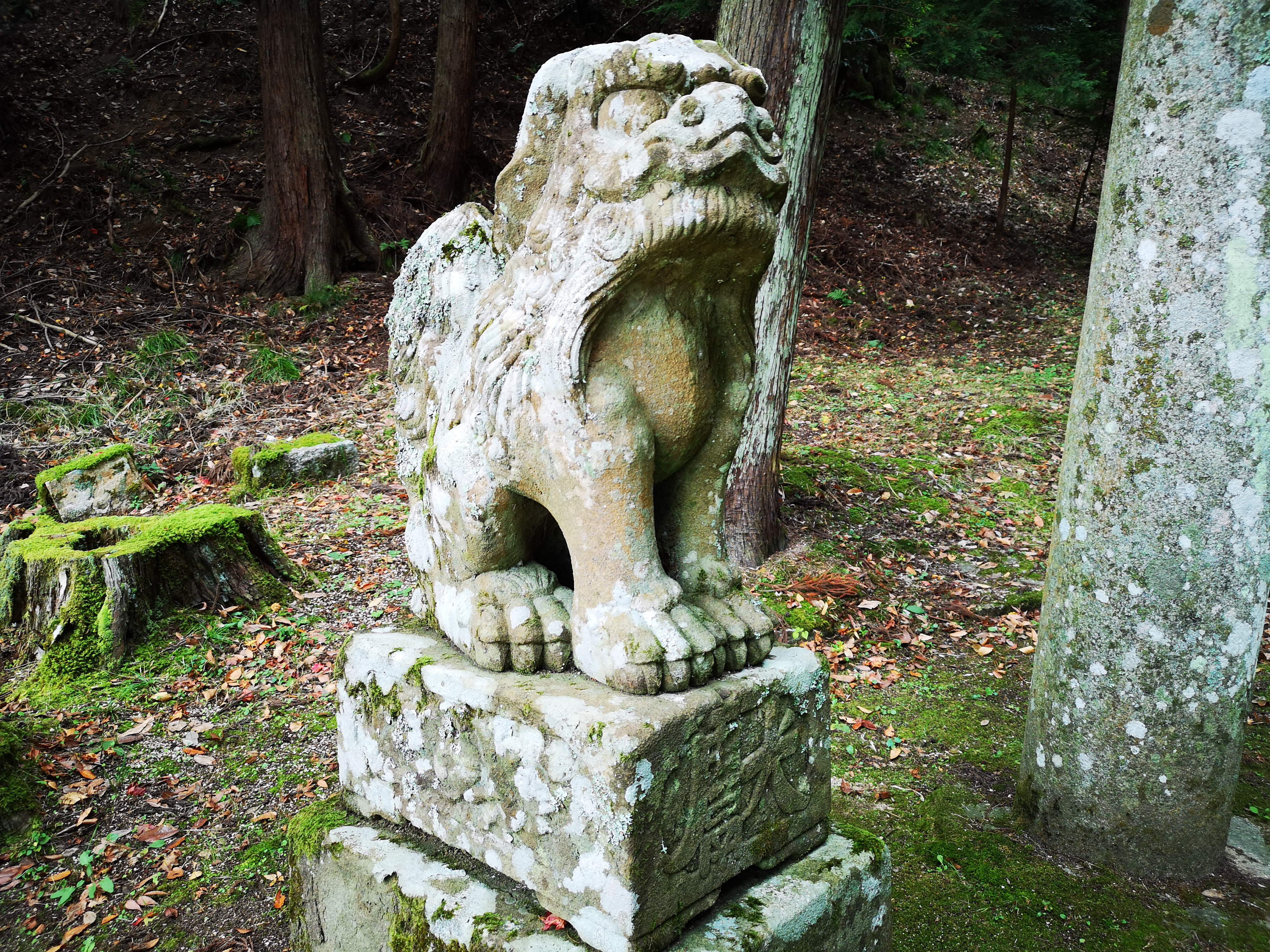
狛犬吽
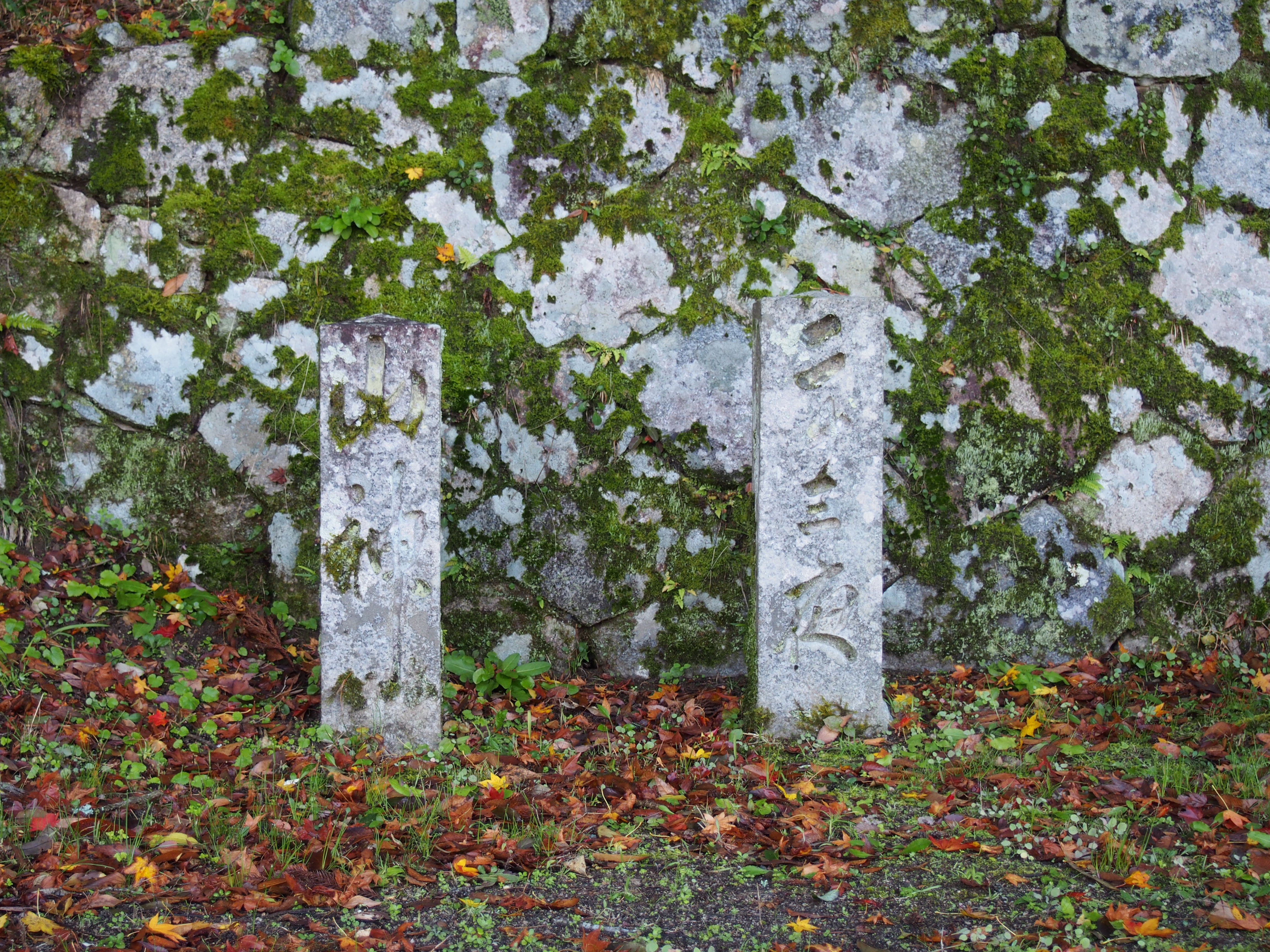
山の神（左）と二十三夜石碑（右）
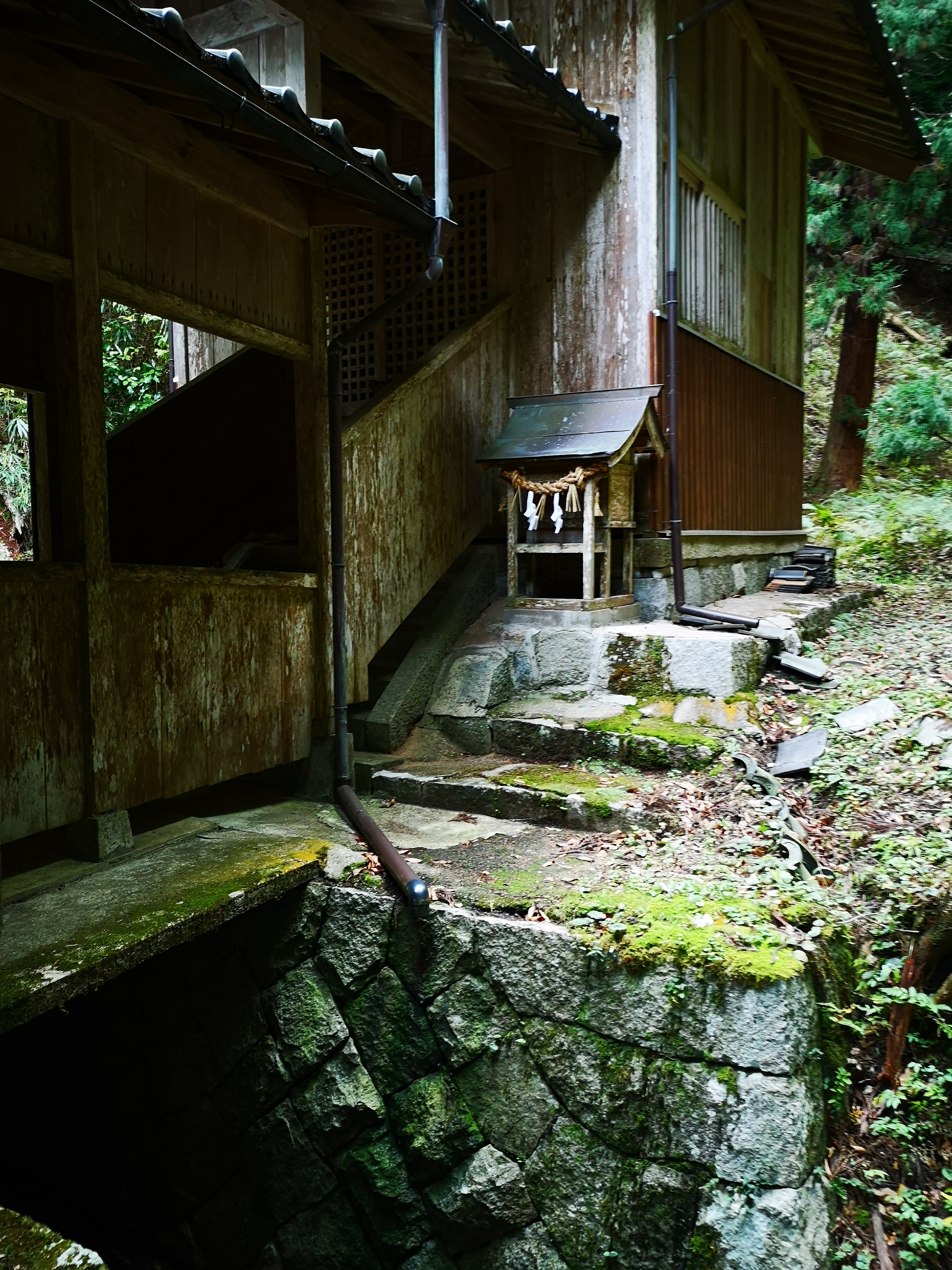
本殿横の境内社
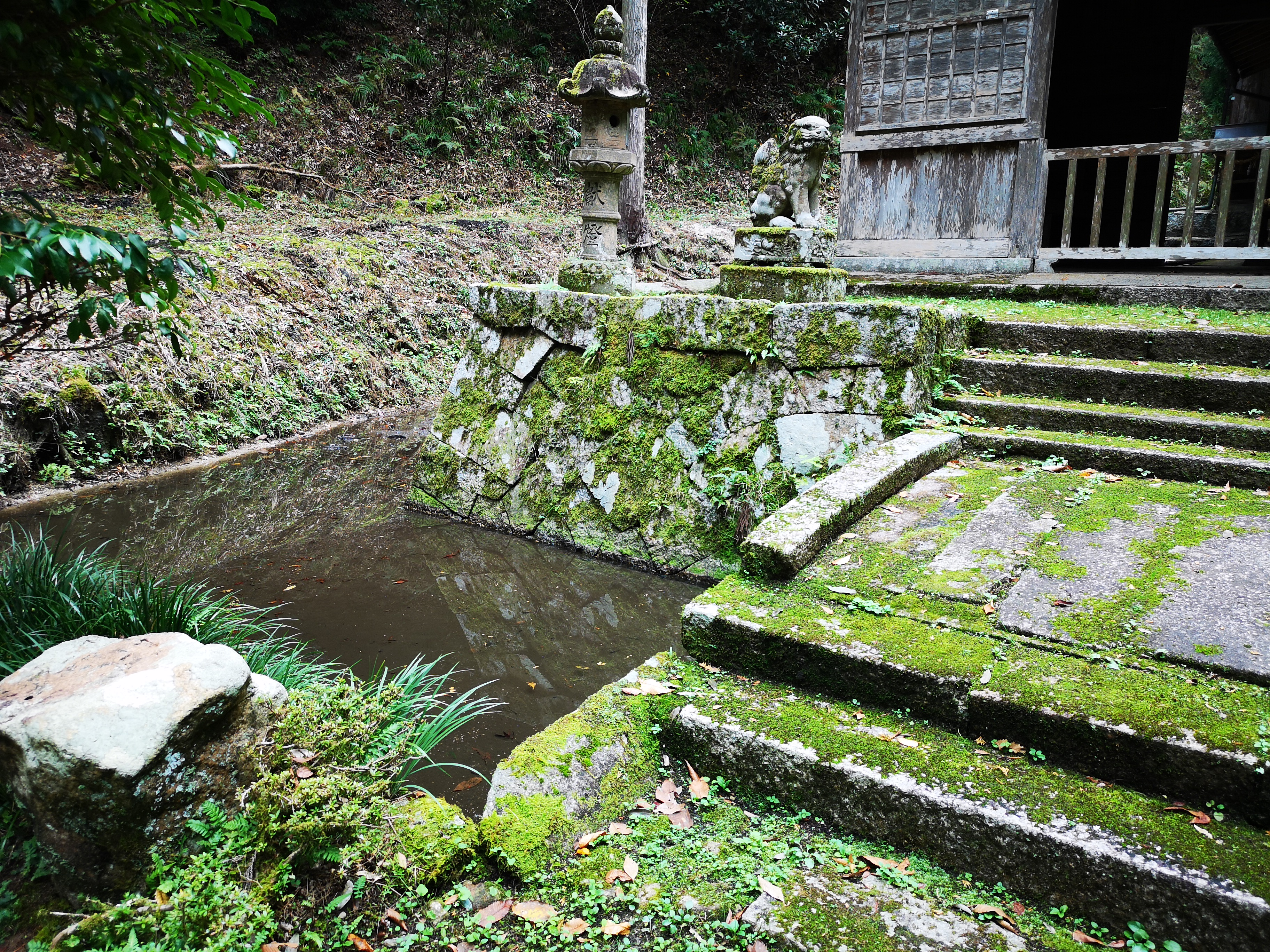
拝殿の濠
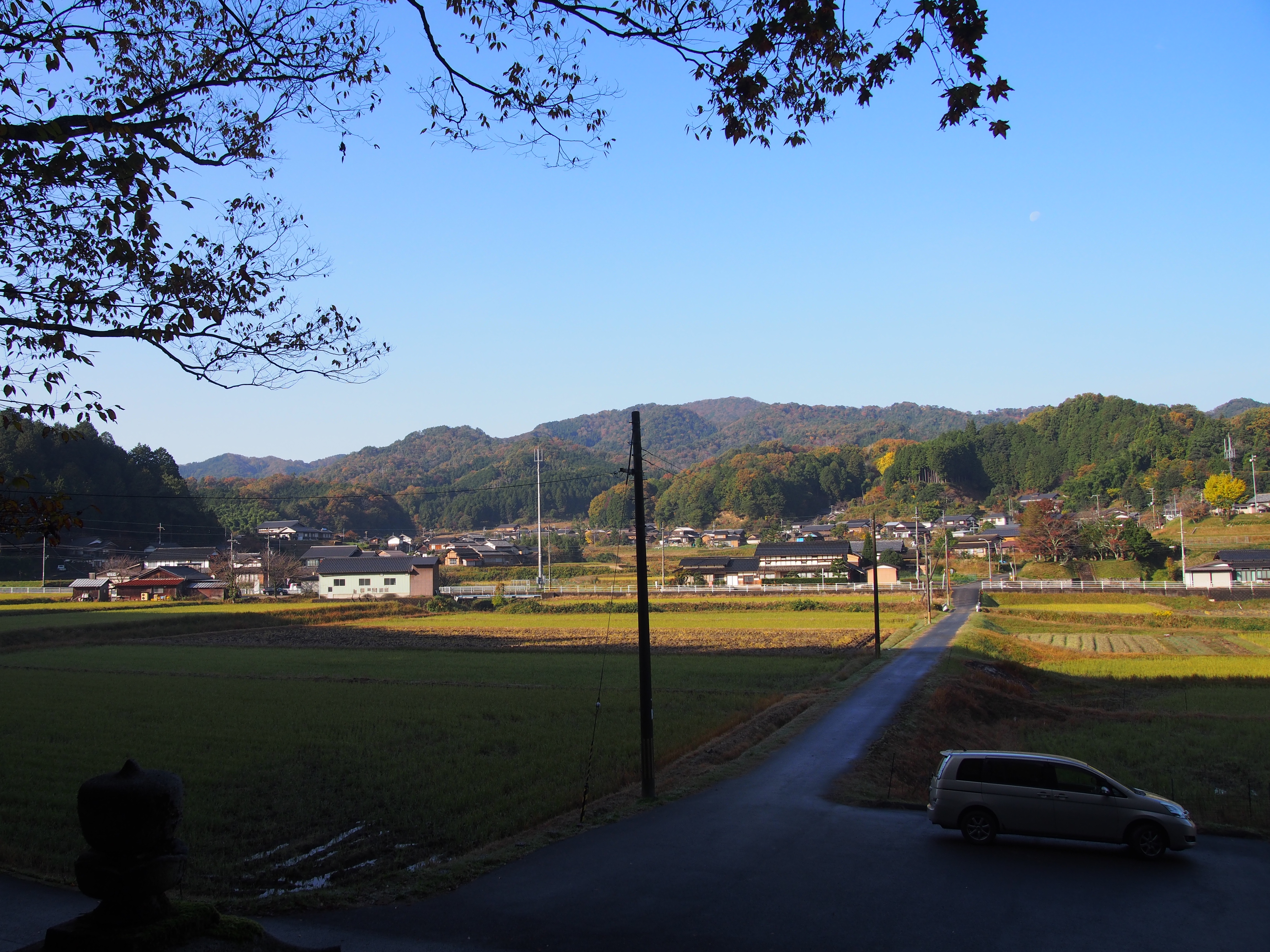
冨持神社から見た上常吉集落

## 祭神
- 天叢雲命（あめのむらくものみこと）
- 椎根津彦命（しいねつひこのみこと）

天叢雲命は高天原より神水を持って地上に降りた神で、中臣氏の祖神。
しかし冨持神社では、「天叢雲」は文字通り「高い山に立ちこめる雲」の意で用いられ、神霊の宿る山として、対面する磯砂山を崇めたものと考えられている。『中郡神社明細帳』によれば、磯砂山の真名井であるとされる。
また、『中郡神社明細帳』は、冨持神社は五穀を培養し御饌を奉仕するとも記録しており、本来の祭神は丹後地方で広く信仰される食物・穀物を司る女神である豊受大神であると推定される。冨持神社と同じ音を持つ近在の峰山町鱒留の藤社神社（ふじこそじんじゃ）、但馬地方出石の比遅神社（ひじじんじゃ）も同じく豊受大神を祭神とする。

## 祭祀
例祭は、かつては加茂大明神として9月18日に祭礼を執り行ったが、20世紀においては10月10日を祭日とし、神輿と太刀振りを奉納する。神職は20世紀後半時点で峰山町丹波小字涌田山の多久神社神職が兼務する。
宵祭（本祭前日）に神輿に氏神を迎え入れて御倉に納めておき、本祭の午後から祭礼を執り行う。町内巡行は傘鉾を先頭に幟、太刀の道振り、神輿が続く。神輿は半被に白足袋姿の20余名で担く。太刀振りは肌着にたっつけ袴、白足袋、襷、鉢巻き姿で、小学3年生くらいから中学生以下の年少組が道振りを担い、社前で奉納する宮振りは高校生以上成人の年長組が担う。宮振りには「一の太刀」「二の太刀」「三の太刀」の3通りがあり、数字が増えるほど難易度が上がるため、順次古参の熟練者が演じる。
1927年（昭和2年）の丹後大震災以前には「しゃんぎり」と称する囃子も行われ、陣太鼓、締太鼓、鉦、三味線、横笛で賑やかす華やかな行事であったと伝えられるが、久しく途絶えている。

## 所在地
- 京都府京丹後市大宮町上常吉小字入船山[6]